# Doctor Dolittle
Doctor Dolittle Hugh John Lofting (1886–1947) meseregény sorozatának főhőse.
A könyvek az állatbarát Dolittle doktor mesés kalandjairól szólnak, aki az emberek gyógyításáról áttért az állatok gyógyítására. Polinézia nevű papagájától megtanulja az állatok nyelvét, ezért egyedülálló állatdoktorrá válik.
A könyveket számtalan nyelvre lefordították. Utóéletükhöz tartoznak a filmadaptációk, és például Kornyej Csukovszkij: Doktor Ajbolit című, Dolittle ihlette szovjet meseregénye is (szintén többízben megfilmesítve).

## A könyvsorozat
- The Story of Doctor Dolittle (1920)
- The Voyages of Doctor Dolittle (1922)
- Doctor Dolittle's Post Office (1923)
- Doctor Dolittle's Circus (1924)
- Doctor Dolittle's Zoo (1925)
- Doctor Dolittle's Caravan (1926)
- Doctor Dolittle's Garden (1927)
- Doctor Dolittle in the Moon (1928)
- Doctor Dolittle's Return (1933)
- Doctor Dolittle and the Secret Lake (1948)
- Doctor Dolittle and the Green Canary (1950)
- Doctor Dolittle's Puddleby Adventures (1952)

## Magyarul
- Doktor Dolittle és az állatok; ford. Csánk Endre, ill. Reiter László; Káldor, Bp., 1933
- Doktor Dolittle utazásai; ford. Honti Rezső, ill. Reiter László; Káldor, Bp., 1934
- Doktor Dolittle és az állatok. Meseregény; ford. Csánk Endre, ill. Benkő Sándor; Móra, Bp., 1958
- Doktor Dolittle utazásai. Meseregény; ford. Honti Rezső, ill. a szerző; Móra, Bp., 1959
- Doktor Dolittle cirkusza. Meseregény; ford. Honti Irma, ill. a szerző; Móra, Bp., 1964
- Hugh Lofting–Hollós Róbert: Dr. Dolittle és az állatok; in: Bábjátékos kiskönyvtár; rend. tanács, báb- és díszletterv. Szilágyi Sándor et al.; Népművelési Propaganda Iroda, Bp., 1966 (Bábjátékos kiskönyvtár, 33.)
- Doktor Dolittle és a madárposta; ford. Kövesdi Miklós Gábor, ill. a szerző; Ciceró, Bp., 2006 (Klasszikusok fiataloknak)
- Doktor Dolittle és az állatok; eredeti regény átdolg. Kathleen Olmstead, ill. Lucy Corvino, ford. Farkas Krisztina; Alexandra, Pécs, 2012 (Klasszikusok könnyedén)
- Doktor Dolittle állatkertje; ford. Kövesdi Miklós Gábor, ill. a szerző; Ciceró, Bp., 2016 (Klasszikusok fiataloknak)

## Filmadaptációk
- Dr. Dolittle und seine Tiere, 1928-as német rövidfilm
- Doktor Doolittle (Doctor Dolittle), 1967-es amerikai film[1]
- Dr. Dolittle, 1998-as amerikai film
- Dr. Dolittle 2., 2001-es amerikai film
- Dr. Dolittle 3., 2006-os amerikai film
- Dr. Dolittle: Apja lánya, 2008-as amerikai film
- Dr. Dolittle: Millió dolláros szőrmókok, 2009-es amerikai film
- Dolittle, 2020-as amerikai film